# Botanophila spinidens
Botanophila spinidens är en tvåvingeart som först beskrevs av Malloch 1920.  Botanophila spinidens ingår i släktet Botanophila och familjen blomsterflugor. Inga underarter finns listade i Catalogue of Life.